# خطوط القوة

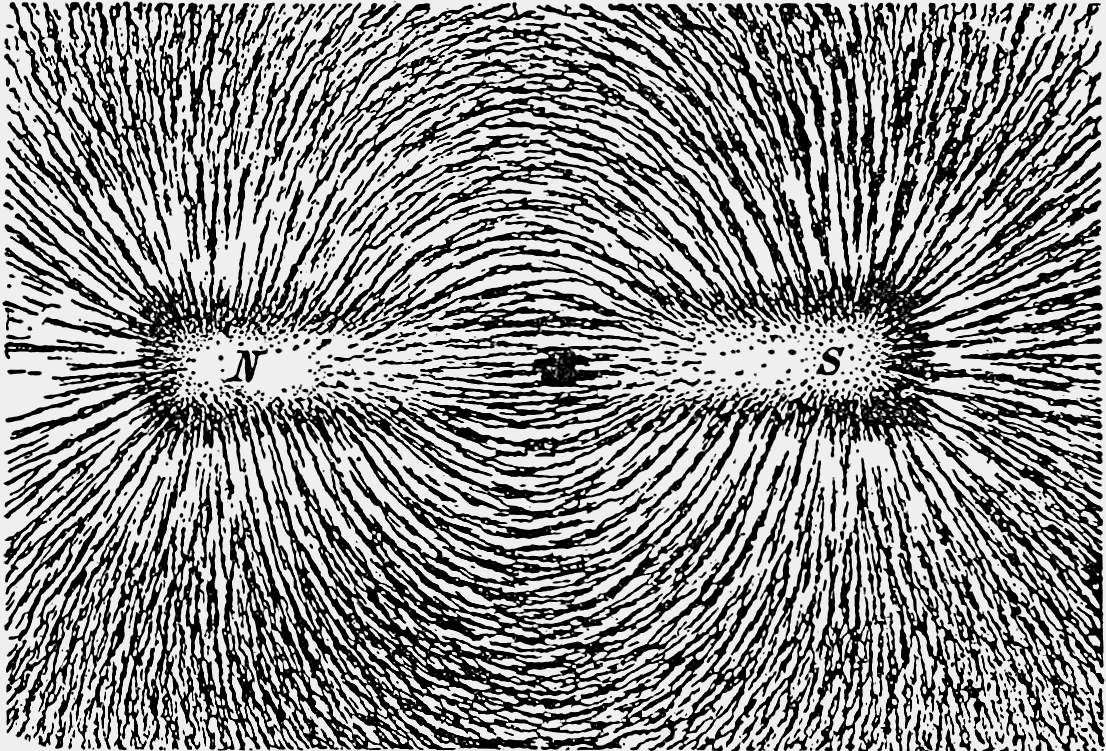

خطوط القوة بالمعنى الموسع لفاراداي مرادف لخط ماكسويل الاستقرائي. وفقًا لجوزيف جون طومسون عادة ما يناقش فاراداي طومسون خطوط القوة كسلاسل من الجسيمات المستقطبة في عازل كهربائي، ولكن في بعض الأحيان يناقشها فاراداي على أنها تمتلك وجودًا خاصًا بها كما هو الحال في التمدد عبر الفراغ. بالإضافة إلى خطوط القوة، طومسون -على غرار ماكسويل- تسميها أيضًا أنابيب المحاثة الكهروستاتيكية، أو ببساطة أنابيب فاراداي. من منظور القرن العشرين، خطوط القوة هي روابط طاقة مدمجة في نظرية المجال الموحد للقرن التاسع عشر والتي أدت إلى مفاهيم ونظريات أكثر تعقيدًا من الناحية الرياضية والتجريبية، بما في ذلك معادلات ماكسويل والموجات الكهرومغناطيسية ونسبية أينشتاين.